# 自然的経済秩序
『自然的経済秩序』（しぜんてきけいざいちつじょ、独: Die Natürliche Wirtschaftsordnung、英: The Natural Economic Order）は、ドイツの実業家で経済学者でもあったシルビオ・ゲゼルの著作。1914年に初版が刊行されているが、1920年に刊行された第4版が底本として使われることが多い。
この本は5部構成であるが、特に重要なのは自由土地を取り扱う第2部、金利に内在する問題を列挙した第3部、そしてこの問題の解決策としてゲゼルが提案する自由貨幣を取り扱う第4部である。なお、詳細に関してはそれぞれの項目を参照のこと。

## 邦訳
- 相田愼一訳『自由地と自由貨幣による自然的経済秩序』ぱる出版、2007.5、ISBN 9784827203318